# Marcos Lima
Marcos Manuel Lima Aravena (24 de agosto de 1946) es un ingeniero, académico, investigador y consultor chileno, expresidente ejecutivo de Codelco-Chile.

## Estudios
Realizó sus estudios superiores en la carrera de ingeniería civil de industrias con mención en química en la Universidad Católica de Chile, donde se tituló en 1969.

## Carrera profesional
Paralelamente a sus funciones en el sector público, se ha desempeñado como consultor de diversas empresas y proyectos a través de CIS Consultores. Desde 1986 colabora en el Hogar de Cristo, del cual fue vicepresidente entre 1989 y 1993, y participó durante varios años en el Consejo Consultivo de la Unión Social de Empresarios Ejecutivos Cristianos (USEC).
Ha ejercido como profesor de distintas instituciones: en el Departamento de Ingeniería de Sistemas de la Pontificia Universidad Católica (PUC), el Instituto de Economía de la Universidad de Chile y el Departamento de Industrias de la Escuela de Ingeniería de esa misma casa de estudios.
En 1996 la Especialidad de Ingeniería Civil Industrial del Colegio de Ingenieros de Chile lo distinguió como el «Ingeniero Civil Industrial del Año».
En febrero de 2000 fue designado por el Copper Club con sede en Nueva York (Estados Unidos), como Copper Man of the Year, haciéndose merecedor al premio ANKH por su contribución a la industria mundial del metal rojo.
En ese mismo año fue nombrado presidente de Núcleo Educativo.

## Carrera política
El 11 de marzo de 1990 durante el gobierno del presidente Patricio Aylwin, asumió como director nacional del Instituto de Normalización Previsional (INP), ejerciendo el cargo hasta el final de la administración el 11 de marzo de 1994. Seguidamente, fue elegido como vicepresidente de administración y finanzas de Codelco-Chile entre 1994 y 1996, y presidente ejecutivo de la misma empresa entre 1996 y 2000, ambas responsabilidades con ocasión el gobierno del presidente Eduardo Frei Ruiz-Tagle.
En marzo de 2010 fue nominado por la presidenta Michelle Bachelet para integrar el directorio de Codelco-Chile al comenzar a regir la nueva ley n° 20.392 sobre el gobierno corporativo de la firma. Fue ratificado en la instancia por el presidente Sebastián Piñera en mayo de 2011. Abandonó definitivamente el cargo en el mismo mes de 2015, bajo la segunda administración de Bachelet.

## Actividades posteriores
El 2 de octubre de 2018, fue incorporado como miembro correspondiente de la Academia de Ingeniería de Chile; fundación sin fines de lucro creada por el Instituto de Ingenieros de Chile que reúne entre sus miembros a destacados ingenieros en torno al estudio y análisis de los problemas actuales y futuros de la ingeniería.

## Nota
1. ↑  Lima asumió como representante elegido bajo el sistema de la Alta Dirección Pública (ADP).